# Östra Bläcketjärnet
Östra Bläcketjärnet är en sjö i Eda kommun i Värmland och ingår i Göta älvs huvudavrinningsområde. Sjöns area är 0,012 kvadratkilometer och den befinner sig 311 meter över havet.